# Brač
Brač (Brazza en italiano, Bretia, Brattia en latín, a veces escrito "Brac", pronunciación [ˈbɾaːtʃ]) es una isla de la región de Dalmacia, del condado de Split-Dalmacia en la Croacia moderna. 
Su principal pueblo es Supetar (San Pietro di Brazza), y una de sus principales atracciones es la playa de Bol Zlatni Rat, otro pueblo al sur de la isla. Hay un autobús que recorre la isla de norte a sur y viceversa (Supetar-Bol-Supetar), dura aproximadamente una hora. Tiene conexión regular por ferry con Split.

## Historia
La isla ha estado poblada desde miles de años. Se han encontrado vestigios del paleolítico, además de restos de la cultura iliria.
Los romanos al conquistar la Dalmacia llamaron a la isla Bretia (también Brattia). Durante siglos posteriores fue invadida por ávaros y tribus eslavas.

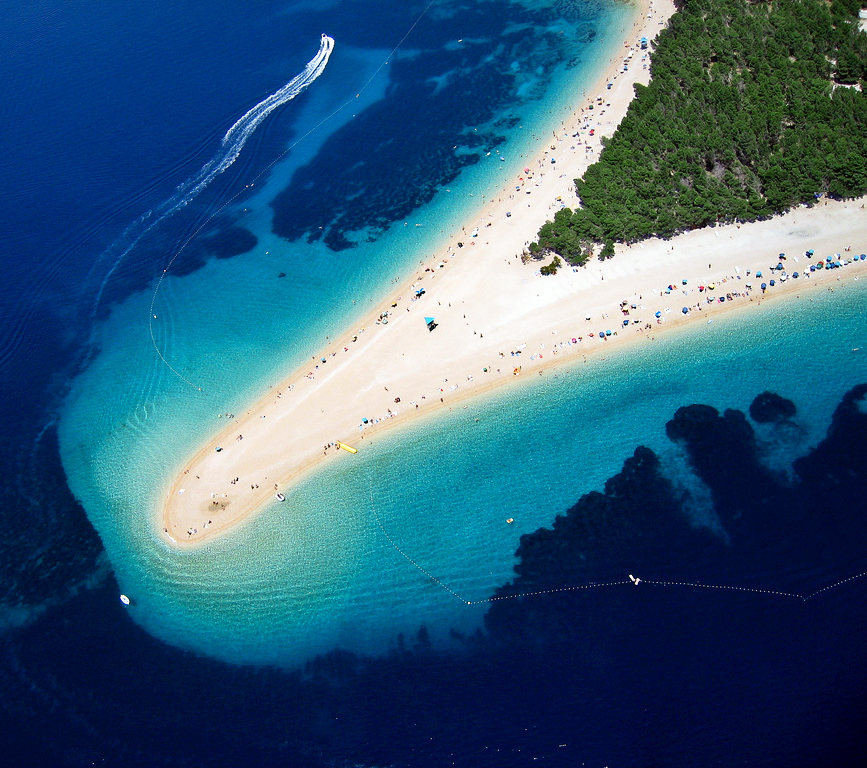
Playa de Bol Zlatni Rat (que en croata quiere decir: «Cabo Dorado»)

Durante los siglos XIII y XIV la isla estuvo bajo la autoridad de la República de Venecia, y se le dio el nombre de Brazza. Más tarde se incorporaría al reino de Hungría, para luego volver a dominio veneciano. 
En el siglo XVIII la isla fue disputada por los venecianos, el Imperio otomano y la corona de Habsburgo. Finalmente, en 1815 el Congreso de Viena la asignó al Imperio austríaco junto con el resto de Croacia.
Durante la segunda mitad del siglo XIX y las primeras décadas del siglo XX se vivió una continua emigración (por razones económicas) de habitantes hacia países como Chile, Argentina, Australia, Nueva Zelanda, Alemania y Austria. De hecho, en el primer país el 90 % de los descendientes de croatas tiene sus ancestros en esta isla. Tras la I Guerra Mundial, en 1918 la isla fue integrada a Yugoslavia. En 1991, pasó a formar parte de la recién independizada Croacia.
En 1999 fue bautizado un asteroide como 10645Brac en su honor, el que fuera descubierto en el observatorio de Blaca, ubicado en la isla.

## Economía
La isla ha dependido principalmente de la agricultura y la pesca. Plinio el Viejo comentaba positivamente sobre el vino, aceite de oliva y el queso de cabra producido allí.
No obstante, Brac ha sido famosa por su piedra blanca, que ha sido utilizada para construir palacios como el de Diocleciano en Split y la Casa Blanca en Washington.
En tiempos más recientes, se ha dado un fuerte impulso al turismo, debido a la confluencia de distintas culturas y sus obras.

## Ciudades y pueblos
Algunas ciudades y pueblos de la Isla que podemos destacar son: Supetar, Pučišća, Splitska, Postira, Nerežišće, Donji Humac, Milna, Mirca, Gornji Humac, Selca, Ložišća.